# گوتلیب هرینگ
گوتلیب هرینگ (به آلمانی: Gottlieb Hering) (زاده ۲ ژوئن ۱۸۸۷- مرگ ۹ اکتبر ۱۹۴۵) یک افسر آلمانی در دوره رایش سوم و از ۳۱ اوت ۱۹۴۲ تا ژوئن ۱۹۴۳ فرمانده اردوگاه مرگ بلزک بود.

## زندگی‌نامه
هرینگ در وارمبرون در لئونبرگ زاده و در آن‌جا بزرگ شد. پس از پایان دوران مدرسه در مزرعه‌ای نزدیک به خانه مشغول به کار شد. در سال ۱۹۰۷ به ارتش پیوست. در ۱۹۱۲ به پلیس هایلبرن ملحق شد. در ۱۹۱۴ ازدواج کرد که حاصل این ازدواج یک پسر بود.
در جریان جنگ جهانی اول برای کار و جنگ به شمال فرانسه فرستاده شد و تا ۱۹۱۸ در آن‌جا ماند. در طول این دوران موفق به دریافت صلیب آهنین درجه یک شد. پس از جنگ به نیروهای پلیس شوپو پیوست.

## خدمت در اس‌اس و پلیس
هرینگ در سال ۱۹۱۹ به عنوان کارآگاه در پلیس جنایی (کریپو) گپینگن در نزدیکی اشتوتگارت مشغول به کار شد. در ۱۹۲۰ به حزب سوسیال دموکرات آلمان پیوست. در عصر جمهوری وایمار فعالیت‌های زیادی علیه اعضای حزب نازی، اس‌آ و اس‌اس داشت؛ به گونه‌ای که به او «نازی‌خور» می‌گفتند. با دست‌یابی نازی‌ها به قدرت، بسیاری خواستار اخراج او از نیروی پلیس شدند اما او به سبب دوستی قدیمی که با کریستیان ویرت از زمان کریپوی اشتوتگارت داشت، توانست کار خود را ادامه دهد. هرچند که این تصمیم با خشم مقامات محلی اس‌اس و اس‌آ روبرو شد. وی در نهایت در می ۱۹۳۳ به حزب نازی پیوست. در ۱۹۳۴ رئیس کریپو گپینگن شد و فعالیت خود را در اشتوتگارت-شونینگن تا ۱۹۳۹ ادامه داد. با شروع جنگ جهانی دوم همراه با دیگر افسران کریپو به گدنیا منتقل شد.

### عملیات تی۴
هرینگ در اواخر ۱۹۴۰ سمت‌های متعددی را در برنامه عملیات تی۴ بر عهده داشت. در آن زمان به مرکز اتانازی زوننشتاین فرستاده شد و در آن‌جا نقش دستیار سوپروایزر را بر عهده داشت. پس از آن به مرکز اتانازی هارتهایم رفت و ریاست آن‌جا را بر عهده گرفت. وی هم‌چنین برای مدتی در مراکز اتانازی برنبورگ و هادامار مشغول به کار شد.

### عملیات راینهارد
هرینگ پس از عملیات تی۴ به اس دی پراگ رفت و پس از آن برای اجرای عملیات راینهارد به لوبلین منتقل شد. وی در اواخر اوت ۱۹۴۲ جایگزین کریستیان ویرت در فرماندهی اردوگاه مرگ بلزک شد و تا ژوئن ۱۹۴۳ (بسته‌شدن اردوگاه) در این سمت ماند. پس از آن که هاینریش هیملر رئیس اس‌اس در مارس ۱۹۴۳ بازدیدی از اردوگاه‌های راینهارد کرد و تحت تأثیر آن‌ها قرار گرفت، هرینگ را به درجه اس‌اس-هاوپت‌اشتورمفورر ارتقا داد. هاینریش اونفرهاو که در بلزک خدمت می‌کرد دربارهٔ او گفته:"هرینگ و ویرت انسان‌های واقعاً شروری بودند، و کلیه کارکنان اردوگاه از آن‌ها می‌ترسیدند…"
رودلف ردر، یکی از دو بازمانده این اردوگاه دربارهٔ نقش هرینگ در کشتار یهودیان این چنین گفته‌است:
"وی قلدری قدبلند بود، چهارشانه، حدوداً ۴۰ ساله، با چهره‌ای بی‌حالت. از نگاه من او یک راهزن متولد شده بود. یک بار موتور گاز متوقف شد. وقتی او مطلع شد، سوار بر اسب رسید، دستور داد تا موتور را تعمیر کنند و اجازه نداد افرادی که داخل اتاق گاز بودند از آن‌جا خارج شوند. وی گذاشت تا این افراد به آرامی و طی چند ساعت بیشتر خفه شوند و بمیرند. وی فریاد می‌زد و با خشم می‌لرزید. گرچه او به‌ندرت ظاهر می‌شد، تمامی مردان اس‌اس از او می‌ترسیدند".
تادیوش میسیویتس، یک لهستانی که در روستای نزدیک اردوگاه زندگی و در ایستگاه قطار کار می‌کرد، دربارهٔ او چنین گفته‌است:
"یک بار فرمانده اردوگاه مرگ بلزک یک روش جدید سرگرمی ابداع کرد:وی یک یهودی را به اتومبیلش بست، آن فرد یهودی مجبور می‌شد که پشت اتومبیل وی بدود و یک سگ نیز پشت سر او می‌دوید و او را گاز می‌گرفت. فرمانده با اتومبیلش از اردوگاه تا پمپ آبی که در خیابان توماشوفسکا در روستا بلزک قرار داشت راند و بازگشت. این که چه بلایی بر سر آن یهودی آمد را من نمی‌دانم. مردم بلزک شاهد این رویداد بودند".

## فعالیت‌های بعدی و مرگ
پس از پایان عملیات راینهارد و بسته‌شدن بلزک، هرینگ فرمانده اردوگاه کار اجباری پانیاتووا شد که بخشی از اردوگاه کار اجباری مایدانک بود. در ۳–۴ نوامبر ۱۹۴۳ پلیس آلمان یهودیان باقی‌مانده در اردوگاه پانیاتووا را قتل‌عام کرد. وی در نهایت در ۹ اکتبر ۱۹۴۵ در اتاق انتظار بیمارستان سنت‌کاترین در کرنن آلمان درگذشت.